# Jaylon Smith

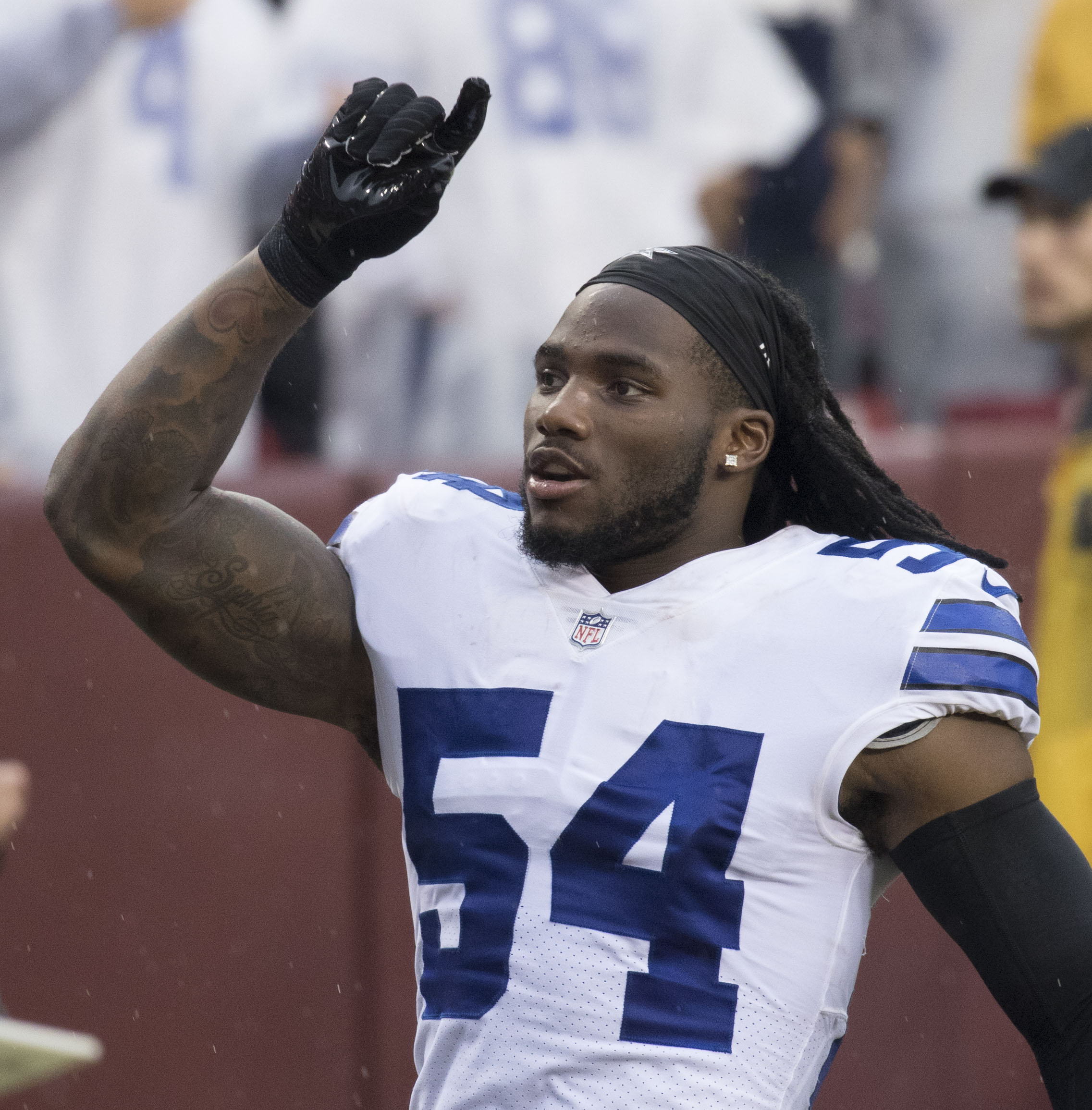
Jaylon Smith

Jaylon Smith, född 14 juni 1995 i Fort Wayne i Indiana, är en amerikansk utövare av amerikansk fotboll (linebacker) som spelar för Dallas Cowboys i NFL sedan 2016. Smith spelade collegefotboll för Notre Dame Fighting Irish och han draftades 2016 av Dallas Cowboys i andra omgången.